# سیورانا، تاراگونا

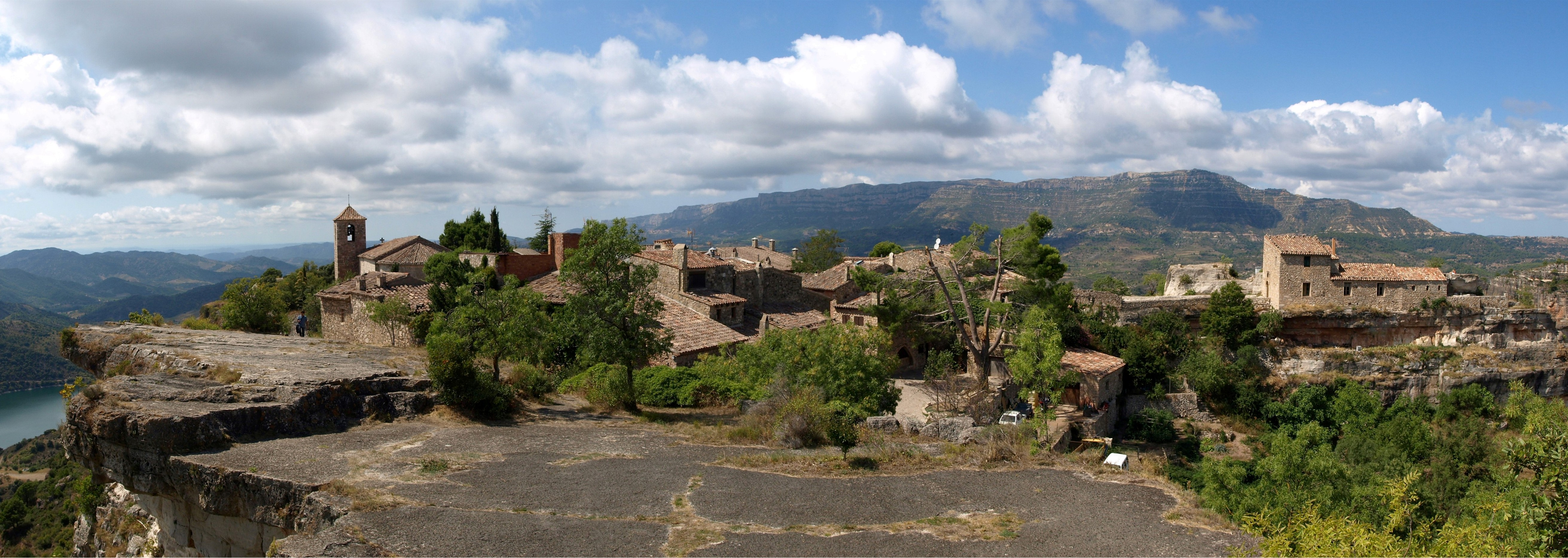
تصویری سراسرنما از سیورانا

سیورانا (اسپانیایی: Siurana‎) روستائی در دهستان‌های کرنودیا د منتسانت در پرورات واقع در استان تاراگونای اسپانیا است. این روستا که درست در خارج از منطقه منتسانت واقع شده است، در شرق شهر اصلی شهرداری کرنودیا د منتسانت واقع شده و شامل یک دهکده کوچک در بالای یک دره در کوه‌های پرادس مشرف به آبگیر و دریاچهٔ پشت سد سیورانا است و اغلب گردشگران به این منطقه به دلیل مسائل تاریخی، امکانات صخره‌نوردی و مناظر عالی اطراف از آن بازدید می‌کنند.
یک صلیب یادبود در سال ۱۹۵۳ به منظور بزرگداشت فتح مجدد این منطقه، در ۸۰۰ سال قبل (در سال ۱۱۵۳ میلادی) به‌عنوان آخرین منطقهٔ تحت محاصره مسلمانان که به دست مسیحیان در کاتالونیا افتاد، نصب شد.
صخره‌های این منطقه از جنس سنگ آهک است و از مناطق محبوب سنگ‌نوردی در سرتاسر جهان است که درجه سختی آن 9b+ (5.15c) است. توسعه سیورانا به عنوان یکی از مقاصد پیشرو کوهنوردی در جهان به صخره‌نورد نامدار کاتالونیایی تونی آربونس اسکودا نسبت داده شده است.